# ماركو راموس
ماركو راموس (بالبرتغالية: Marco Ramos‏) (مواليد 26 أبريل 1983 في لافالويس بيريت - فرنسا) لاعب كرة قدم فرنسي يلعب حاليا لصالح نادي الدرجة الأولى لنس الفرنسي منذ 2006 في مركز الوسط الأيسر .

## روابط خارجية
- ماركو راموس على موقع رابطة كرة القدم الفرنسية للمحترفين (الإنجليزية)
- ماركو راموس على موقع قاعدة بيانات كرة القدم.إي يو (الإنجليزية)
- ماركو راموس على موقع Soccerway.com (الإنجليزية)
- ماركو راموس على موقع كووورة